# Rugby Mogliano 2017-2018

## Rosa
Fonte rosa e statistiche giocatori: It's Rugby

## Eccellenza 2017-18

### Stagione regolare
| Incontro                 | Andata | Ritorno |
| ------------------------ | ------ | ------- |
| Fiamme Oro — Mogliano    | 20-15  | 33-6    |
| Mogliano — Petrarca      | 24-30  | 13-40   |
| Viadana — Mogliano       | 25-10  | 12-7    |
| Mogliano — I Medicei     | 10-49  | 22-35   |
| San Donà — Mogliano      | 36-7   | 34-23   |
| Mogliano — Rovigo        | 22-28  | 13-32   |
| S.S. Lazio — Mogliano    | 24-20  | 15-24   |
| Reggio Emilia — Mogliano | 34-14  | 40-38   |
| Mogliano — Calvisano     | 12-29  | 0-50    |

#### Risultati della stagione regolare
| Posizione | G  | V | N | P  | PF  | PS  | DP   | B | Pt |
| --------- | -- | - | - | -- | --- | --- | ---- | - | -- |
| 10ª       | 18 | 1 | 0 | 17 | 280 | 566 | -286 | 8 | 12 |

## Trofeo Eccellenza 2017-18

### Prima fase

#### Girone 1
| Incontro                 | Andata | Ritorno |
| ------------------------ | ------ | ------- |
| Reggio Emilia — Mogliano | 20-17  | 35-38   |
| Mogliano — San Donà      | 13-27  | 27-24   |

#### Risultati del girone 1
| Posizione | G | V | N | P | PF | PS  | DP  | B | Pt |
| --------- | - | - | - | - | -- | --- | --- | - | -- |
| 2ª        | 4 | 2 | 0 | 2 | 95 | 106 | -11 | 3 | 11 |